# Jochen-Konrad Fromme

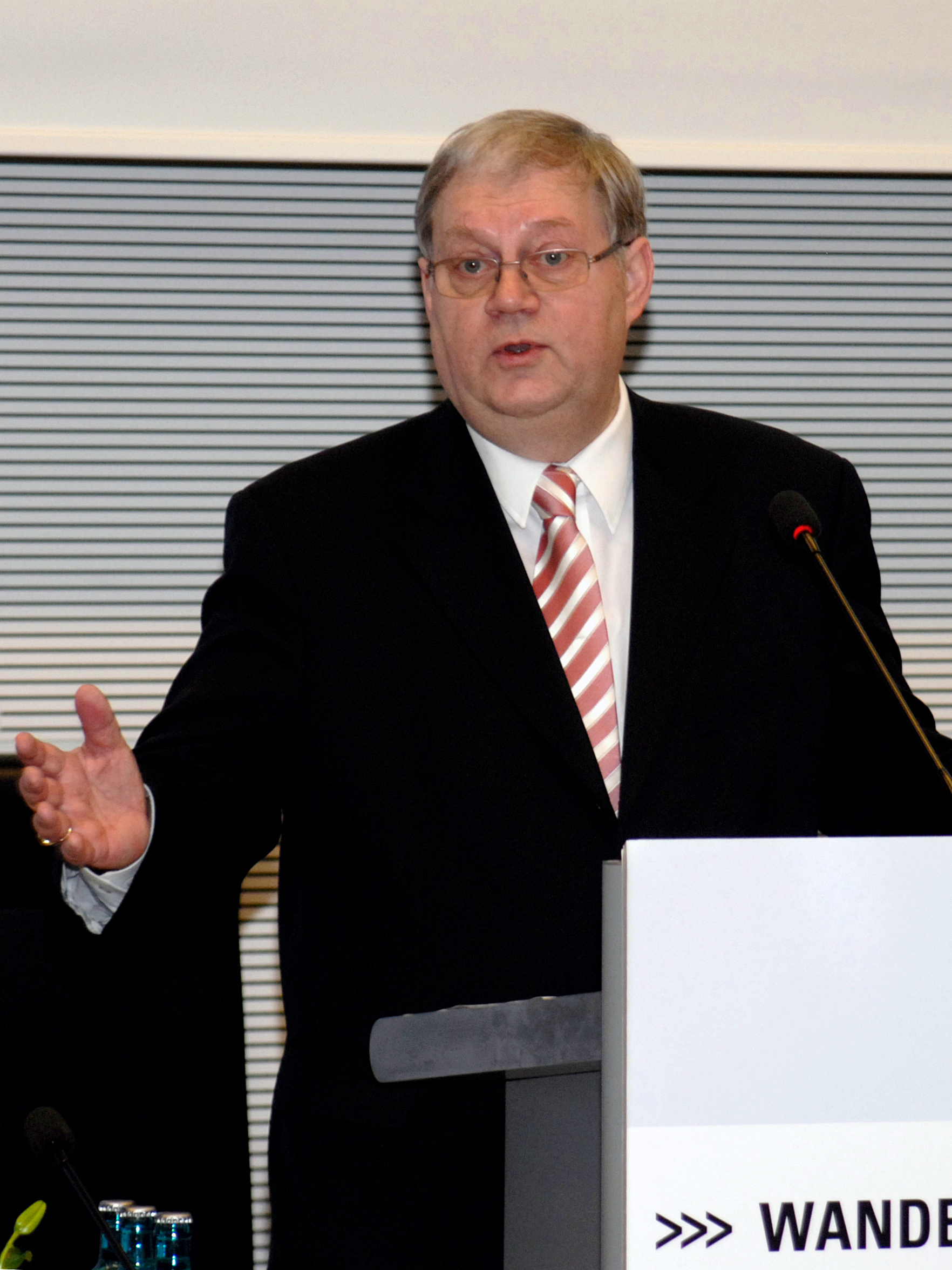
Jochen-Konrad Fromme

Jochen-Konrad Fromme, ur. 8 lipca 1949 w Haverlah w powiecie Wolfenbüttel. Deputowany CDU, szef CDU w Brunszwiku, przewodniczący grupy roboczej "Wypędzeni, Uciekinierzy i Przesiedleńcy" we frakcji CDU/CSU. 
Rzeczpospolita twierdzi, że w udzielonym jej wywiadzie zrównał wysiedlenia Niemców ze zbrodniami III Rzeszy. Fromme twierdzi, że gazeta zmanipulowała tytuł wywiadu i zamieściła inną wersję niż ta, którą autoryzował.
W sprawie mianowania Eriki Steinbach w lutym 2009 do władz Centrum przeciwko Wypędzeniom i polskich protestów co do jej kandydatury stwierdził, że "to nie Erika Steinbach jest problemem, lecz ci, którzy ją atakują".